# むつ (原子力船)
むつは、1968年（昭和43年）11月27日に着工、1969年（昭和44年）6月12日に進水した、日本初の原子力船である。

## 概要
原子炉を動力源とする船は軍艦を除くと数少なく、ソ連の原子力砕氷船「レーニン」、アメリカの貨客船「サバンナ」、西ドイツの鉱石運搬船「オットー・ハーン」に続く世界でも4番目の船である。名称は一般公募から選ばれたもので、進水時の母港・大湊港のある青森県むつ市にちなむ。
1963年（昭和38年）に観測船として建造計画が決まり、同年8月に「日本原子力船開発事業団」が設立された。1968年（昭和43年）に着工して翌1969年（昭和44年）6月12日に進水した。進水式には皇太子夫妻が出席し、美智子妃が支綱を切り、佐藤栄作首相らが拍手で送った。「原子力船進水記念」の記念切手が発行されるなど、当初の期待・歓迎は大きかった。
1972年（昭和47年）の9月6日にかけて、原子炉へ核燃料が装荷された。1974年（昭和49年）に出力上昇試験が太平洋上で開始され、8月28日に初めて臨界に達した。
直後の9月1日、試験航行中に原子炉上部の遮蔽リングで、主として高速中性子が漏れ出る「放射線漏れ」が発生した。これは原子炉内の核燃料（放射性物質）が流出する「放射能漏れ」とは異なるが、マスメディアによって大きく報道された。
このトラブルで帰港を余儀なくされ、風評被害を恐れる地元むつ市の漁業関係者を中心とする市民が本船の帰港を拒否したため、洋上に漂泊せざるを得なかった。
1978年（昭和53年）に長崎県佐世保市への回航・修理が決まり、10月16日に到着。1980年（昭和55年）8月から1982年（昭和57年）6月末にかけて放射線の遮蔽性の改修工事が行われた。1975年6月、当時の佐世保市長だった辻一三が「むつ」受け入れを表明し、地元経済界や佐世保市議会、長崎県議会もこれを支持したのは、経営不振に陥っていた佐世保重工業に工事を請け負わせることで救済する意図があったためとされる。佐世保重工は存続できたが、長崎県漁連や労働団体は反対し、入港する「むつ」を抗議船団が取り囲んだ。なお、この件を報じた長崎新聞社（共同通信配信）の記事もタイトルの「放射線」を「放射能」と間違って記載している。
その後、長い話し合いの末、むつ市の陸奥湾側にある大湊でなく、下北半島の津軽海峡側に新母港として関根浜港を整備することが決定。「むつ」は1982年（昭和57年）8月にいったん大湊へ戻った後、1988年（昭和63年）1月27日に、港開きされたばかりの関根浜港に入港した。この間、原子力船研究開発事業団は日本原子力研究所（現・日本原子力研究開発機構）に統合され、政府は「日本原子力研究所の原子力船の開発のために必要な研究に関する基本計画｣を策定した。
1990年（平成2年）に、むつ市の関根浜港岸壁での低出力運転の試験と4度の試験航海、出力上昇試験と海上公試を実施。その結果、1991年（平成3年）2月に船舶と原子炉について合格証を得た。その後、1992年（平成4年）2月にかけて全ての航海を終了。解役に移り、1993年（平成5年）5〜7月に使用済み核燃料が取り出され、1995年（平成7年）6月に原子炉室を撤去して、海洋科学技術センターに船体が引き渡された。1年間の試験航海中、「むつ」は原子力で地球2周以上の距離を航行した。機関士として乗り組み、後に原子力機構青森研究開発センター所長に就いた藪内典明は、アリューシャン列島沖合の最大波高11メートルに及ぶ荒海でも操舵性は良く、急な加速・減速、前進・後退の切り替えにも問題なく反応したと回想している。
船体はその後、機関をディーゼルエンジンに換装して、海洋科学技術センターの後身である国立研究開発法人海洋研究開発機構（JAMSTEC）の「みらい」として運航されている。換装時に取り外された操舵室・制御室、撤去された原子炉室がむつ科学技術館（むつ市）で展示されている。稼働実績がある原子炉を一般公開しているのは世界唯一で、見学は鉛ガラス越しとなっている。
長崎県佐世保市にも原子力船展示館が作られたが、1983年（昭和58年）の開館後約10年で廃止となり、現在は佐世保市西地区コミュニティセンターになっている。

## 設計の安全性
設計の際にウエスティングハウス社へ確認を取り、高速中性子が遮蔽体の隙間から漏れ出るストリーミング現象が起こると指摘されていたが、反映されなかった。
「むつ」は建造当時の大型タンカーが「むつ」の船腹に全速力で衝突しても、タンカーの船首が原子炉にまで到しないほどの強度設計がなされていた。また、「むつ」が万一沈没した場合は深海の圧力で原子炉格納容器が圧壊することがないよう、海水の圧力で早期に格納容器に海水を導入するよう設計されていた。
多くの商用原子炉では、安全のため緊急炉心停止の場合は、制御棒を駆動装置から切り離して重力で炉心に落とし込む方法がとられているが、むつの原子炉ではコイルばねの力で炉心へ押さえ込み、たとえ転覆しても制御棒が外部に抜けない設計がなされていた。

## 主要目
- 総トン数：8242トン
- 全長：130.46 m
- 全幅：19 m
- 型深：13.2 m
- 最大速力：17.7ノット (32.78 km/h)
- 定員：80名
- 原子炉:三菱原子力工業製加圧水型軽水炉（熱出力 約36 MW）、蒸気発生器による蒸気タービン（出力 10,000 PS (7,400 kW)）
- 船体建造:石川島播磨重工業

## 経緯
- 1955年 造船・海運・官庁と団体・学識者による日本原子力船調査会が設立。[13]
- 1956年
  - 3月 運輸省運輸技術研究所に原子力船研究室が設置。
  - 8月 運輸省が原子力船建造10ケ年計画を策定。
- 1958年 原子力船の研究を行うため、運輸技術研究所東海研究所が発足。[14]
  - 8月 社団法人日本原子力船研究協会が設立。
- 1963年8月 日本原子力船研究協会が解散し、日本原子力船開発事業団が設立。[15]
- 1968年11月27日 むつ起工。[16]
- 1969年
  - 6月12日 石川島播磨重工業東京第2工場にて進水式。郵政省が「原子力船進水記念」の記念切手を発行。
- 1970年7月 船体工事完了、定係港の大湊港（青森県むつ市）へ補助機関のみでの回航。
- 1971年11月 原子炉艤装工事完了。
- 1972年8月 日本原子力船開発事業団へ引き渡し。
- 1974年
  - 8月26日 漁船団の包囲網の、台風14号によるスキを突いて、大湊を出港（予定は25日であった）。
  - 8月28日 原子炉が初臨界に達する。
  - 9月1日 遮蔽リングの設計ミスにより、北太平洋航行中に放射線（高速中性子）漏れを観測。試験中止。
  - 9月5日 陸奥湾漁民ら、帰港反対を決議。「むつ」の"漂流"が始まる。
  - 10月14日 自由民主党総務会長、青森県知事、むつ市長、県漁連会長の4者が合意調印（2年半以内に母港撤去、半年以内に新母港決定、地元対策に12億円）。
  - 10月15日 帰港。原子炉を封印、係留。
- 1976年2月7日 長崎県佐世保市に修理港受入を要請。
- 1977年
  - 2月27日 佐世保市で受入賛否両派が集会、反対派デモに右翼が突入。
  - 4月30日 長崎県議会、核燃料抜きで、佐世保修理受入を議決。
- 1978年
  - 5月13日 政府、長崎県と佐世保市に核封印で修理寄港を要請。
  - 5月26日 「むつ念書」取り決め。
  - 7月21日 長崎県、佐世保市、修理受入協定調印。
  - 10月16日 佐世保入港。1982年にかけて改修工事。
- 1979年7月9日 改修のため佐世保重工業ドック入り。
- 1980年
  - 8月14日 大湊の再母港化を要請。
  - 11月 日本原子力船開発事業団が日本原子力船研究開発事業団と改称。
- 1981年
  - 5月24日 政府、地元関係者五者会談、母港をむつ市関根浜に建設で合意。
  - 9月29日 むつ市、大湊仮母港を拒否。
- 1982年9月6日 むつ市大湊港に再入港。
- 1984年1月17日 自民党科学技術部会が廃船決定発表。
- 1988年
  - 1月26日 大湊港を出港。
  - 1月27日 新母港の関根浜港に入港。
  - 8月4日 関根浜港で原子炉の蓋容器開放、点検始まる。
- 1989年10月30日 蓋開放点検終了。
- 1990年
  - 3月6日 起動前試験終了。
  - 7月 原子力航行を行う。
- 1991年2月〜12月にかけて実験航海、82,000 km（地球2周以上）を原子力で航行。
- 1992年 原子炉停止。
- 1993年3月 原子炉を解体撤去し、海洋地球研究船への改装工事に着手。
- 1996年8月21日 海洋地球研究船「みらい」として就航。
- 2002年 海上技術安全研究所 東海支所が廃止。

## 「むつ念書」と九州新幹線への影響
九州新幹線西九州ルート（長崎新幹線）は、1973年（昭和48年）11月に計画が内定していたが、同時期に発生した第一次オイルショックにより計画が凍結された。
前述の通り「むつ」が漂流していた際、1978年（昭和53年）5月26日付で「むつ念書」が取り決められた。佐世保市の修理受け入れの見返りとして、他の整備新幹線とともに西九州ルートの優先着工が記された。この文書には、政権与党である自由民主党の大平正芳幹事長、中曽根康弘総務会長、江崎真澄政調会長が連名で署名し、原本は長崎県庁で保管されている。当時の長崎県知事は久保勘一である。
しかし、国鉄分割民営化を経て、1992年（平成4年）に佐世保市を経由しないルートが地元案として決定され2022年9月23日に部分開業した
。

## 原子力船「むつ」を取り扱った作品
- 西村京太郎『原子力船むつ消失事件』角川書店 1981年（1984年 角川文庫） 
  - 修理を終え佐世保から下北半島に向っていた「むつ」が日本海の新潟県沖で失踪。やがて佐渡島沖に沈没している船体が発見され、海域が放射能汚染されていたことが判明する。この背後にある国際的陰謀をめぐるミステリー小説。
- 『ブラック・ジャック』
  - 第46話「死に神の化身」に原子力船ムツゴローが登場し、患者は原子炉の欠陥により被曝した船員。しかし、単行本での収録の際にタイトルは「恐怖菌」に改題され、船は戦略物資輸送船「あしゅら丸」に、患者は輸送していた細菌兵器で感染した船員に変更されている。
- 『沈黙の艦隊』
  - 設定では本船の事故が原因で国産原子力潜水艦建造計画（5号計画）が中止になっているが、裏で日米共謀により極秘に「シーバット」が建造されたことになっている。

## 各国の商用核動力船
- レーニン - ソビエト連邦の原子力砕氷船。現在は博物館船として公開。
- サヴァンナ - アメリカの原子力貨客船。同じく現在は博物館船として公開。
- オットー・ハーン - 西ドイツの原子力鉱石運搬船。原子力船として竣工したが、後に経済性の問題からディーゼルエンジンに換装した。退役後、解体された。
- アルクティカ級砕氷船 - ソビエト連邦/ロシア連邦の原子力砕氷船。6隻の姉妹船が建造され、うち2隻が運用中。
- タイミール（英語版）・ヴァイガチ（英語版） - アルクティカ級砕氷船と同様の、ソビエト連邦/ロシア連邦の原子力砕氷船。2隻は姉妹船でいずれも運用中。
- セブモルプーチ - ソビエト連邦/ロシア連邦の原子力砕氷ラッシュ船兼コンテナ船。一時係留されたが、現在は運用中。
- LK-60Ya級原子力砕氷船 - ロシア連邦で3隻が建造中の原子力砕氷船。